# Pelometra ambonensis
Pelometra ambonensis is een haarster uit de familie Mariametridae.
De wetenschappelijke naam van de soort werd in 1941 gepubliceerd door Austin Hobart Clark.